# Tibouchina rhynchantherifolia
Tibouchina rhynchantherifolia är en tvåhjärtbladig växtart som beskrevs av Célestin Alfred Cogniaux. Tibouchina rhynchantherifolia ingår i släktet Tibouchina och familjen Melastomataceae. Inga underarter finns listade i Catalogue of Life.